# Laura Lippman
Laura Lippman (Atlanta, 31 de janeiro de 1959) é uma escritora e jornalista norte-americana, com mais de 20 romances de ficção policial.

## Biografia
Lippman nasceu em Atlanta, Geórgia, e foi criada em Columbia, Maryland. Ela é filha de Theo Lippman Jr., um escritor do Baltimore Sun, e Madeline Mabry Lippman, uma bibliotecária aposentada do Sistema de Escolas Públicas de Baltimore. Seu avô paterno era judeu, e o restante de sua ascendência é escocesa-irlandesa. Lippman foi criada como presbiteriana.
Foi jornalista durante 20 anos, 12 dos quais no Baltimore Sun, tendo escrito também para o New York Times, o Wall Street Journal e o Washington Post. O site Literary Hub nomeou-a uma das mais importantes escritoras de thrillers dos últimos 100 anos.
Lippman é casada com David Simon, outro ex-repórter do Baltimore Sun, criador e produtor executivo da série da HBO The Wire. A personagem dessa série, Bunk, é mostrada lendo um dos livros da escritora, o In a Strange City, no episódio oito da primeira temporada de The Wire. Lippman apareceu em uma cena no primeiro episódio da última temporada de The Wire como repórter trabalhando na redação do Baltimore Sun.
Lippman e Simon têm uma filha chamada Georgia Ray Simon, que nasceu em 2010.

### Carreira literária
Seus romances são ambientados em Baltimore e em geral apresentam Tess Monaghan, uma repórter que se tornou investigadora particular, inspirada na experiência da autora como repórter no Baltimore Sun. Ela foi a primeira autora a ser laureada com o Prêmio de Excelência Literária atribuído pela Câmara de Baltimore, laura Lippman ainda mora na cidade.
As obras de Lippman ganharam os prêmios Agatha Awards, Anthony Awards, Edgar Awards, Nero Award, Gumshoe Awards e Shamus Award. What the Dead Know (2007), foi o primeiro de seus livros a fazer parte da lista de best-sellers do New York Times.

## Adaptações
O romance de Lippman, Every Secret Thing, foi adaptado para um filme de 2014, de mesmo nome (wikipedia em inglês: en:Every Secret Thing (film)) estrelado por Diane Lane. Seu romance Lady in the Lake, foi adaptado em uma série limitada para a Apple.

## Obras

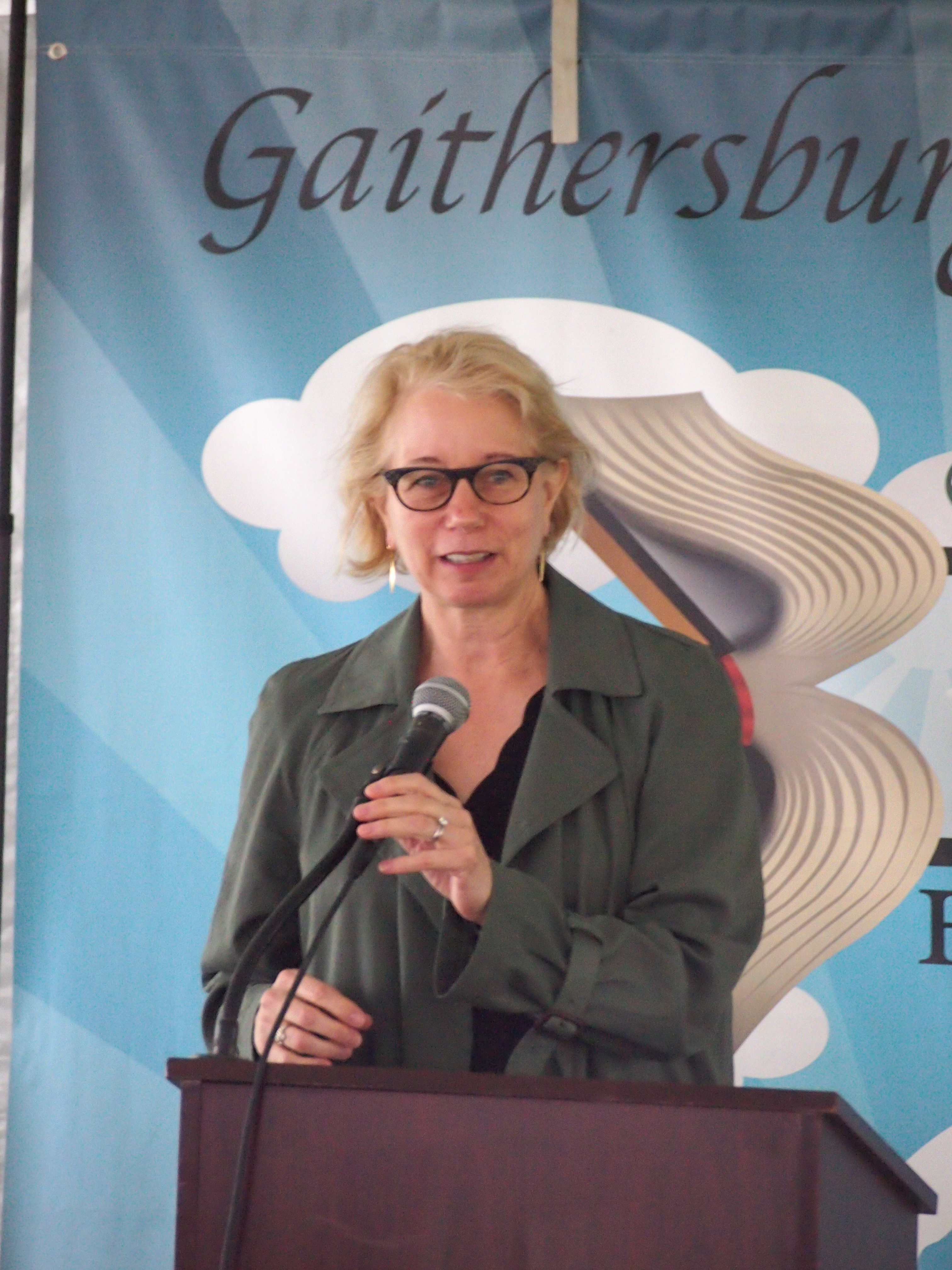
Laura lippman em 2017 no Gaithersburg Book Festival

### Série da Tess Monaghan
- Baltimore Blues (1997) no Brasil: (Record, 2010)
- Charm City (1997)
- Butchers Hill (1998)
- In Big Trouble (1999)
- The Sugar House (2000)
- In a Strange City (2001) no Brasil: Em uma Cidade Estranha (Record, 2012)
- The Last Place (2002)
- By A Spider's Thread (2004)
- No Good Deeds (2006)
- Another Thing to Fall (2008)
- The Girl in the Green Raincoat (2011)
- Hush, Hush (2015)

#### Contos relacionados à série
- "Orphans' Court" (1999) (conto em First Cases: Volume 3, editado por Robert J. Randisi)
- "Ropa Vieja" (2001) (conto em Murderers Row, editado por Otto Penzler)
- "The Shoeshine Man's Regrets" (2004) (conto em Murder and All That Jazz, editado por Robert J. Randisi)

### Livros isolados

#### Romances
- Every Secret Thing (2004) no Brasil: Cada Segredo (Record, 2011)
- To The Power of Three (2005)
- What the Dead Know (2007) no Brasil: O Que os Mortos Sabem (Record, 2009) / em Portugal: Só os Mortos Sabem (Gótica, 2008)
- Life Sentences (2009)
- I'd Know You Anywhere (2010)
- The Most Dangerous Thing (2011)
- And When She Was Good (2012)
- After I'm Gone (2014)
- Wilde Lake (2016)
- Sunburn (2018) em Portugal: Escaldão (TopSeller, 2018)
- Lady in the Lake (2019)
- Dream Girl: A Novel (2021)

#### Antologias
- Baltimore Noir (2006)
- Hardly Knew Her: Stories (2008)